# Ohai járás

Az Ohai járás a Szahalini területen

Az Ohai járás (oroszul Городской округ «Охинский») Oroszország egyik járása a Szahalini területen. Székhelye Oha.

## Népesség
- 1989-ben 18 612 lakosa volt.
- 2002-ben 5 526 lakosa volt.
- 2010-ben 2 847 lakosa volt.